# Municipio de Belknap (Míchigan)
El municipio de Belknap (en inglés: Belknap Township) es un municipio ubicado en el condado de Presque Isle en el estado estadounidense de Míchigan. En el año 2010 tenía una población de 751 habitantes y una densidad poblacional de 8,11 personas por km².

## Geografía
El municipio de Belknap se encuentra ubicado en las coordenadas 45°19′4″N 83°50′16″O / 45.31778, -83.83778. Según la Oficina del Censo de los Estados Unidos, el municipio tiene una superficie total de 92.6 km², de la cual 92,47 km² corresponden a tierra firme y (0,14 %) 0,13 km² es agua.

## Demografía
Según el censo de 2010, había 751 personas residiendo en el municipio de Belknap. La densidad de población era de 8,11 hab./km². De los 751 habitantes, el municipio de Belknap estaba compuesto por el 98,67 % blancos, el 0,13 % eran afroamericanos, el 0,53 % eran amerindios y el 0,67 % eran de una mezcla de razas. Del total de la población el 0,53 % eran hispanos o latinos de cualquier raza.